# Клоподія
Клоподія (рум. Clopodia) — село у повіті Тіміш в Румунії. Входить до складу комуни Жаму-Маре.
Село розташоване на відстані 376 км на захід від Бухареста, 56 км на південь від Тімішоари.

## Населення
За даними перепису населення 2002 року у селі проживали 788 осіб.
Національний склад населення села:
| Національність | Кількість осіб | Відсоток |
| -------------- | -------------- | -------- |
| румуни         | 616            | 78,2%    |
| угорці         | 97             | 12,3%    |
| чехи           | 34             | 4,3%     |
| німці          | 32             | 4,1%     |
| цигани         | 7              | 0,9%     |

Рідною мовою назвали:
| Мова      | Кількість осіб | Відсоток |
| --------- | -------------- | -------- |
| румунська | 696            | 88,3%    |
| угорська  | 52             | 6,6%     |
| німецька  | 20             | 2,5%     |
| чеська    | 13             | 1,6%     |
| циганська | 7              | 0,9%     |